# Katarzyna Wełna

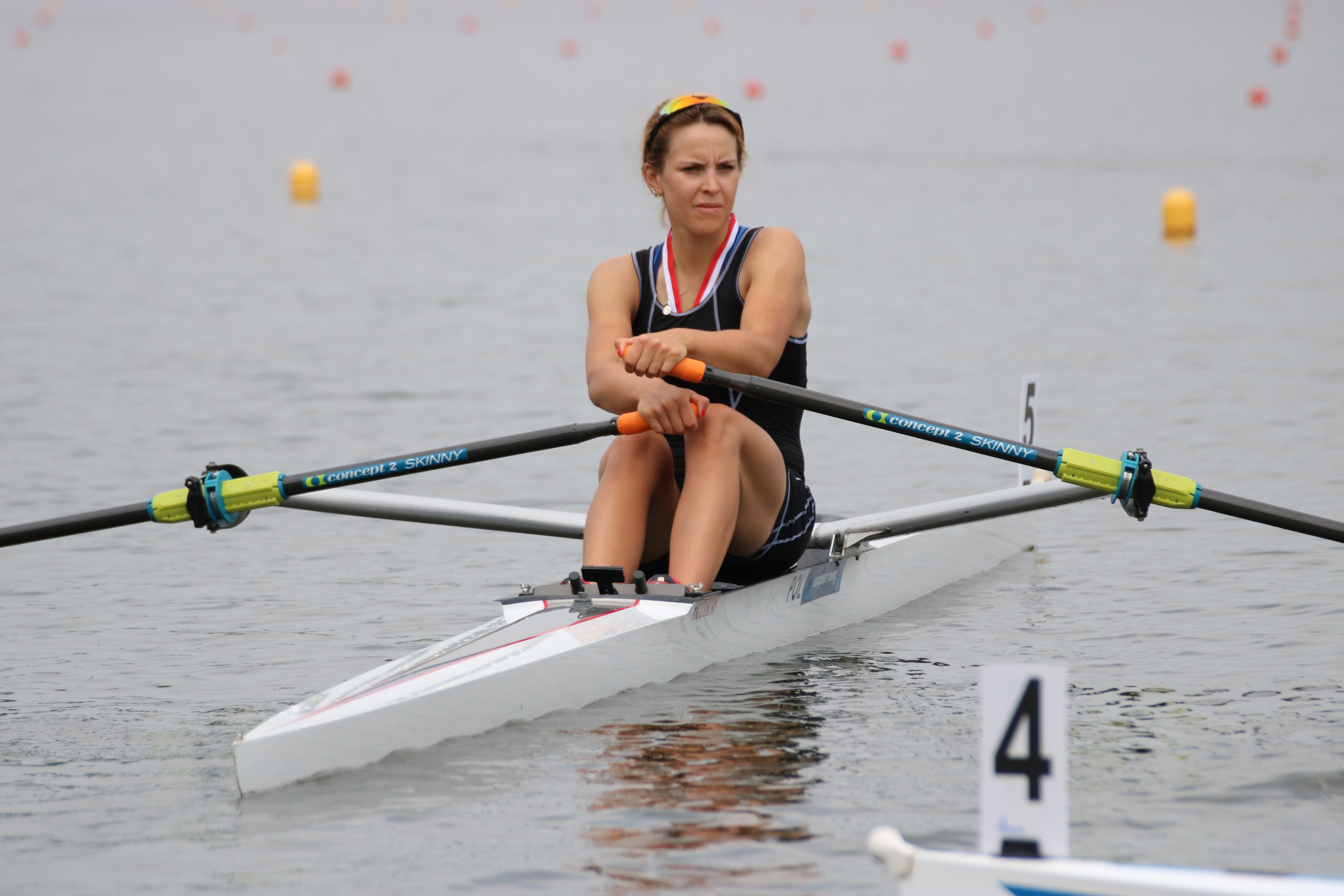
K. Wełna podczas Mistrzostw Polski 2018

Katarzyna Wełna (ur. 6 marca 1994 r.) – polska wioślarka i kolarka, brązowa medalistka mistrzostw świata w wioślarstwie.
Pochodzi ze Stanisławic pod Krakowem. Wioślarstwo zaczęła uprawiać w wieku jedenastu lat. Szkołę podstawową ukończyła w swojej rodzinnej wsi, zaś później podjęła naukę w Szkole Mistrzostwa Sportowego w stolicy Małopolski. Po skończeniu liceum dostała się na studia w Akademii Wychowania Fizycznego w Krakowie na kierunek wychowanie fizyczne.
W okresie od młodzika do juniora młodszego występowała w UKS 93 Kraków. Obecnie reprezentuje AZS-AWF Kraków.
Występuje również w amatorskich wyścigach kolarskich. W 2018 roku wygrała Klasyk Beskidzki.
W 2014 roku przeszła operację, po której miała przerwę w swojej karierze związaną z powikłaniami. Do wiosłowania wróciła w 2018 roku.

## Puchar Świata
- 3. miejsce (Lucerna 2018, Płowdiw 2019)

## Wyniki
| Rok  | Zawody                      | Miejsce    | Konkurencja                  | Czas             | Pozycja     |
| ---- | --------------------------- | ---------- | ---------------------------- | ---------------- | ----------- |
| 2012 | Mistrzostwa Europy juniorów | Bled       | Jedynka                      | NO               | 3. miejsce  |
| 2012 | Mistrzostwa świata juniorów | Płowdiw    | Jedynka                      | Finał B: 8:04,16 | 11. miejsce |
| 2013 | Mistrzostwa Europy          | Sewilla    | Dwójka podwójna wagi lekkiej | Finał A: 7:47,10 | 3. miejsce  |
| 2013 | Mistrzostwa świata          | Chungju    | Dwójka podwójna wagi lekkiej | Finał B: 7:25,19 | 10. miejsce |
| 2015 | Mistrzostwa Europy          | Poznań     | Jedynka wagi lekkiej         | Finał B: 7:51,00 | 10. miejsce |
| 2015 | Mistrzostwa Świata U23      | Płowdiw    | Dwójka podwójna wagi lekkiej | Finał A: 7:10,66 | 6. miejsce  |
| 2016 | Mistrzostwa Europy U23      | Rotterdam  | Dwójka podwójna              | Finał B: 7:07,67 | 7. miejsce  |
| 2018 | Mistrzostwa Europy          | Glasgow    | Jedynka wagi lekkiej         | Finał A: 7:51,25 | 4. miejsce  |
| 2018 | Mistrzostwa świata          | Płowdiw    | Jedynka wagi lekkiej         | Finał B: 7:52,37 | 8. miejsce  |
| 2019 | Mistrzostwa świata          | Ottensheim | Dwójka podwójna wagi lekkiej | Finał C: 7:05,73 | 15. miejsce |
| 2020 | Mistrzostwa Europy          | Poznań     | Jedynka wagi lekkiej         | Finał A: 7:55,82 | 5. miejsce  |